# Taufgesinnte

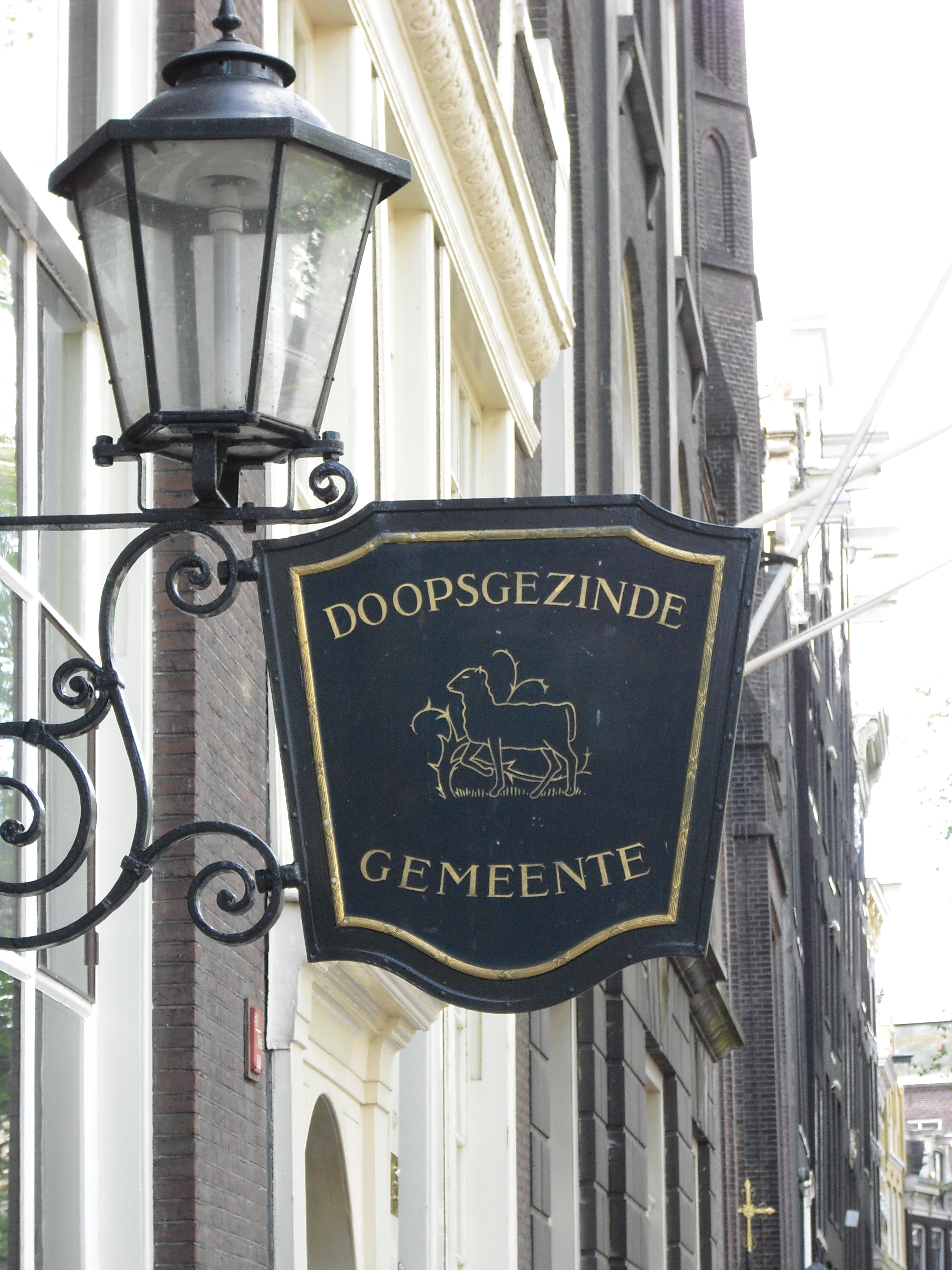
Hinweisschild an der Kirche der Taufgesinnten Gemeinde in Amsterdam

Mit dem Begriff Taufgesinnte werden alle freikirchlichen Bewegungen bezeichnet, für welche die Gläubigentaufe – ungenau auch als Erwachsenentaufe bezeichnet – die Regel ist. Sie lehnen die Taufe unmündiger Kinder (Kindertaufe) ab und nehmen stattdessen meist eine Kindersegnung vor.

## Geschichte
Bereits während der Reformation gab es eine Täuferbewegung, aus der die Hutterer und Mennoniten hervorgingen. Ab etwa Mitte des 16. Jahrhunderts verwendeten die niederländischen Täufer den Begriff Doopsgezinde. (ndl. für Taufgesinnte) Von den Niederlanden aus breitete sich der Begriff im 17. Jahrhundert auch unter den Täufergemeinden im deutschsprachigen Raum aus, wo sich letztlich jedoch die Bezeichnung Mennoniten durchsetzte. Zum Teil wurden auch beide Begriffe synonym benutzt wie in dem 1884 Antje Brons verfassten Geschichtsbuch Von Ursprung, Entwicklung und Schicksale der Taufgesinnten oder Mennoniten. Die Schweizer Täufer nahmen 1810 den Namen Altevangelische wehrlose Taufgesinnten Gemeinden an. Heute ist dies die Konferenz der Mennoniten der Schweiz.
Die Anfänge der Baptisten, einer weiteren taufgesinnten Kirchengemeinschaft,  gehen auf das Jahr 1609 zurück. Kongregationalistische Glaubensflüchtlinge aus England gründeten in diesem Jahr in Amsterdam die erste Baptistengemeinde und kehrten 1611 nach Großbritannien zurück. Dort kam es in mehreren Schüben zur Gründung zahlreicher Gemeinden. Über die Vereinigten Staaten kam die baptistische Bewegung, die heute zu den großen protestantischen Konfessionsfamilien gehört, in der ersten Hälfte des 19. Jahrhunderts nach Europa zurück. Viele Baptistengemeinden bezeichneten sich anfänglich Evangelisch Taufgesinnte (Baptisten) Gemeinden. 
Von den im 19. Jahrhundert entstandenen Freikirchen werden vor allem die Adventisten und kleinere Freikirchen wie Evangelische Täufergemeinden (ETG, auch Evangelisch Taufgesinnte), Freikirchlicher Bund der Gemeinde Gottes und Kirche des Nazareners den taufgesinnten Kirchen zugerechnet. Ebenfalls im 19. Jahrhundert entstanden die Freien evangelischen Gemeinden, die ebenfalls die Säuglingstaufe nicht praktizieren. Sofern jedoch ein Mensch, der bereits als Kind in einer anderen Kirche getauft wurde, an Jesus Christus gläubig geworden ist und seine Kindertaufe nachträglich als gültig ansieht, kann er auch ohne Empfang der Gläubigentaufe in die Gemeinde aufgenommen werden. Ähnlich verhält es sich bei vielen Brüdergemeinden.
Bei einem Teil der Mennonitengemeinden wird heute im Falle eines Konfessionswechsels auf eine Mündigentaufe verzichtet, sei es, dass davon ganz abgesehen wird, sei es, dass dieses in die Entscheidung des Täuflings gestellt wird. 
Auch die im 20. Jahrhundert entstandenen Pfingstgemeinden, wie die Gemeinden des Mülheimer Verbands, des Bundes Freikirchlicher Pfingstgemeinden oder der Gemeinde Gottes Deutschland, praktizieren die Glaubenstaufe.
Der Begriff „taufgesinnt“ als Sammelbezeichnung findet sich aktuell beispielsweise im Namen des Bundes evangelischer Freikirchen (Taufgesinnte Gemeinden), der Gemeinden mennonitischer sowie baptistischer Tradition vereint.